# 裸頭龍鰧
裸頭龍鰧為輻鰭魚綱鱸形目南極魚亞目淵龍鰧科的其中一種，分布於南冰洋海域，屬深海魚類，棲息深度371-915公尺，體長可達13公分，為深海底棲性魚類，屬肉食性，生活習性不明。